# Gare de Gap
La gare de Gap est une gare ferroviaire française de la ligne de Veynes à Briançon, située sur le territoire de la commune de Gap, dans le département des Hautes-Alpes en région Provence-Alpes-Côte d'Azur. C'est une gare de la Société nationale des chemins de fer français (SNCF), desservie par des trains TER Provence-Alpes-Côte d'Azur et un Intercités de nuit.
Les trains qui s'y arrêtent desservent les destinations de Valence, Grenoble, Briançon, Aix-en-Provence, Marseille et, en train de nuit, Paris-Austerlitz. Du fait de sa position isolée au milieu d'une région peu peuplée et montagneuse, la fréquence et la vitesse commerciale des liaisons ferroviaires est faible et leur existence est menacée. La gare est empruntée quotidiennement en moyenne par environ 1 000 voyageurs par jour.

## Situation ferroviaire
Établie à 743 mètres d'altitude, la gare de Gap est située au point kilométrique (PK) 266,326 de la ligne de Veynes à Briançon (voie unique), entre les gares ouvertes de Veynes - Dévoluy et de Chorges. S'intercalent les gares fermées de La Freissinouse, La Roche-des-Arnauds et Montmaur en direction de Veynes - Dévoluy, et de La Bâtie-Neuve-Le Laus en direction de Chorges.

## Histoire

### Gare PLM
C'est à proximité de l'intersection des routes nationales 85 et 94 qu'est construite la gare dans les années 1870. Celle-ci est mise en service le 1er février 1875, au moment de l'inauguration de la ligne entre Veynes et Gap. Elle est dotée de voies permettant le croisement des trains sur la ligne à voie unique.
La section suivante de Gap à « Mont-Dauphin » est ouverte à l'exploitation le 10 juillet 1883 par la Compagnie PLM,.
En 1893, la gare bénéficie du doublement de la voie en direction de Veynes. En 1911, la gare de Gap, fait partie de la « ligne de Livron à Briançon ». C'est une gare qui peut recevoir et expédier des dépêches privées, elle est ouverte aux services complets de la grande et petite vitesse. En 1912 commence la construction de la ligne du Champsaur, jamais achevée qui devait relier Gap à Grenoble en voie métrique via la vallée du Drac. Afin de permettre l'accueil d'un nombre toujours plus important de touristes, des travaux d'agrandissement sont entrepris. Ils seront terminés en 1929.

### Gare SNCF
Le 20 janvier 1942 est autorisée la dépose de la deuxième voie entre Veynes et Chorges. Cette dépose est effectuée l'année suivante, et les matériels déposés sont réquisitionnés par l'occupant allemand. Depuis lors la gare n'est desservie que par une voie unique.
Des travaux de modernisation sont envisagés avec la création d'un pôle d'échanges, au cours de l'année 2019.

## Service des voyageurs

### Desserte
Gap est desservie par les trains TER PACA et TER Auvergne-Rhône-Alpes  ainsi que par les trains Intercités de nuit reliant Briançon à Paris-Austerlitz.
Gap dispose de liaisons ferroviaires qui permettent théoriquement au voyageur de rejoindre les principales agglomérations de la région.
- Gap est reliée par le train à Briançon distante de 60 kilomètres vers l'est terminus de la ligne de Veynes à Briançon en s'enfonçant au cœur du massif alpin. La principale desserte intermédiaire est Embrun.
- l'usager peut se rendre en train à Valence à l'ouest dans la vallée du Rhône (sur la radiale Paris-Marseille) en traversant le département de la Drôme (ligne de Livron à Aspres-sur-Buëch). Le tracé dans une région montagneuse est peu favorable à la vitesse et la distance de 103 kilomètres est parcourue en plus de deux heures vingt minutes[11].
- la liaison ferroviaire Gap-Grenoble au nord  (132 kilomètres) emprunte la ligne des Alpes. Le tracé de cette ligne de montagne est spectaculaire avec des rampes atteignant 28 ‰, 10 viaducs de plus de 100 mètres et 28 tunnels dont 3 de plus de 500 mètres. La vitesse commerciale est faible descendant sur certaines sections à 50 km/h et le temps de transport  d'environ 2h10 reste concurrentiel par rapport à la route dont le tracé est tout aussi peu favorable à la vitesse[12].
- Enfin vers le sud  Gap est reliée par le train  via Sisteron à Aix-en-Provence distante de 138 kilomètres et Marseille (ligne Marseille - Briançon) en 2 heures 30 minutes[13].

Les  deux axes ferroviaires est-ouest et nord-sud qui desservent Gap se croisent à Veynes située à une vingtaine de kilomètres à l'ouest de Gap.
| Année | Voyageurs |  | Commentaire  |
| ----- | --------- |  | ------------ |
| 2023  | 306 766   |  |              |
| 2022  | 262 187   |  |              |
| 2021  | 200 559   |  | Impact COVID |
| 2020  | 155 845   |  | Impact COVID |
| 2019  | 292 341   |  |              |
| 2018  | 294 714   |  |              |
| 2017  | 357 164   |  |              |
| 2016  | 344 884   |  |              |
| 2015  | 357 486   |  |              |

Toutes les lignes sont à voie normale. Desservant des régions très faiblement peuplées, elles ne sont pas électrifiées et sont à voie unique avec une signalisation souvent rudimentaire (cantonnement téléphonique ou Block Manuel de Voie Unique) qui ne peut faire passer qu'un nombre limité de trains. Le profil des lignes (pentes, courbes) limite la vitesse commerciale et impose une multitude d'ouvrages couteux à entretenir. Aussi la fréquence des trains  est faible et la vitesse commerciale très réduite. Faute d'une politique volontariste de la part de la SNCF et des régions qui les financent, ces lignes ont tendance à se dégrader ou sont même menacées de disparition comme la ligne des Alpes sauvée in extremis en décembre 2019 grâce à la réalisation de travaux pour un montant de 28,3 millions € apportés à la fois par l’État, les régions PACA et AURA, les départements, la ville de Grenoble et la SNCF. La gare de Gap voyait passer en moyenne environ 1000 voyageurs par jour aux environs de 2015, volume réduit à 600 en 2020-2021 pour cause de Covid.
Les lignes sont généralement desservies par des rames  TER automotrice bi-modes (Diesel - 1500 V) multi-caisses notamment des AGC. Gap est reliée directement à Paris quotidiennement par un train-couchettes du réseau Intercités de nuit.
Par le passé la construction de deux autres lignes desservant Gap a été amorcée mais a été abandonnée avant leur achèvement. Dans les années 1930, des travaux visant à la mise en place d'une ligne métrique entre Gap et Corps par le col de Manse furent entrepris. Ceux-ci ne furent jamais terminés et la ligne du Champsaur ne vit jamais le jour. Certaines portions ont été réutilisées pour la plateforme de la route nationale. Des ouvrages d'art abandonnés témoignent également de ce projet. Une ligne fut également commencée vers Barcelonnette à l'est, mais jamais achevée. Un viaduc étonnant, en double courbe, demeure sous les eaux du lac de Serre-Ponçon.

### Accueil

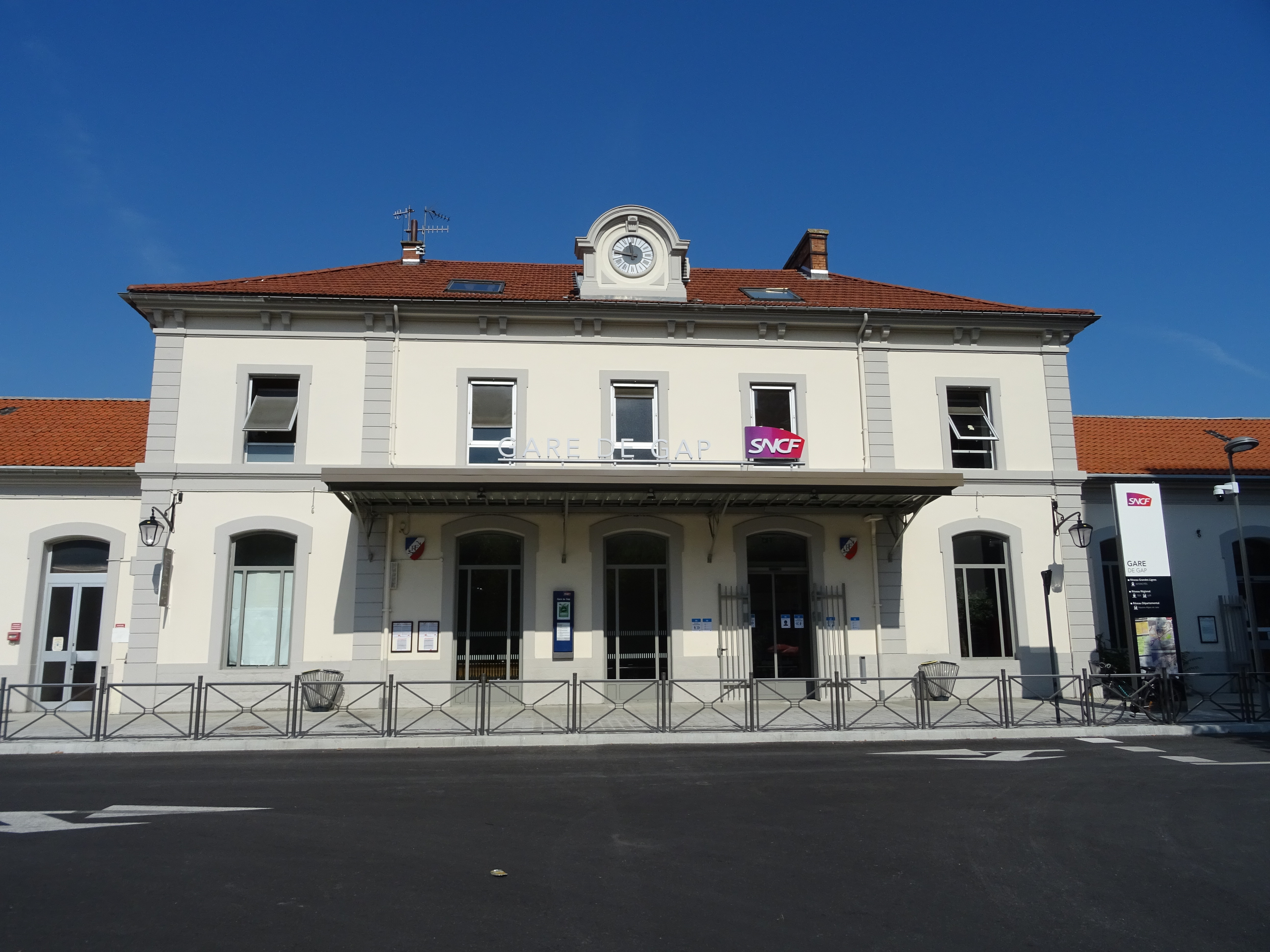
Batiment voyageurs de la gare de Gap.

Gare SNCF, elle dispose d'un bâtiment voyageurs, avec guichet, ouvert tous les jours. Elle est équipée d'automates pour l'achat de titres de transport. Elle dispose du service accès plus avec des aménagements, des équipements et un service pour les personnes à mobilité réduite.

### Intermodalité
Un parc pour les vélos et un parking pour les véhicules y sont aménagés.
La gare est desservie par les bus du réseau L'agglo en bus (lignes 2, 4, 8, 9, Centro A, Centro B et Centro C), par des autocars de la Société Cars Alpes Littoral (SCAL) et par la ligne Cars Région Isère T91.

Installations et dessertes
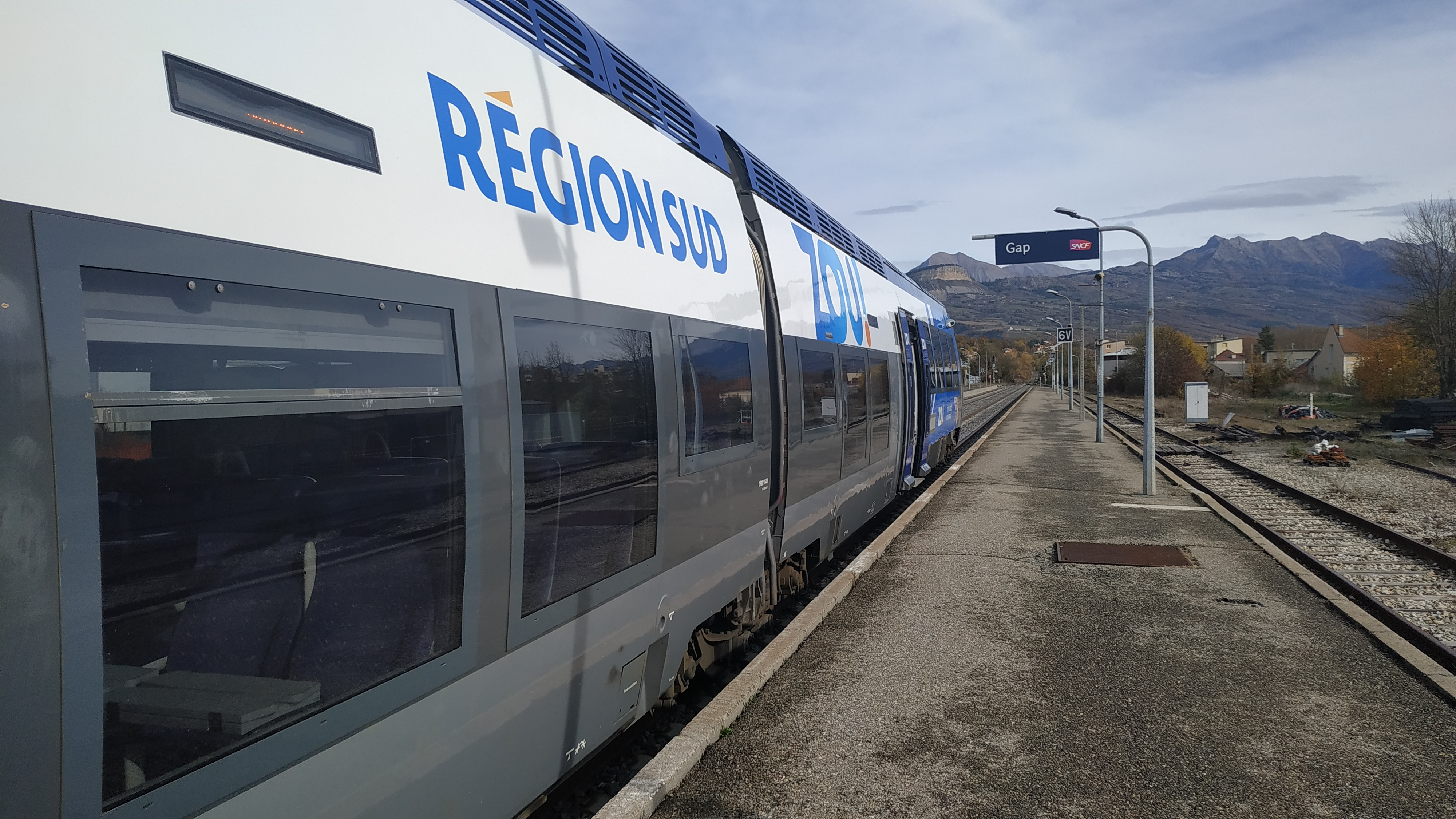
Un AGC en livrée « Zou ! ».
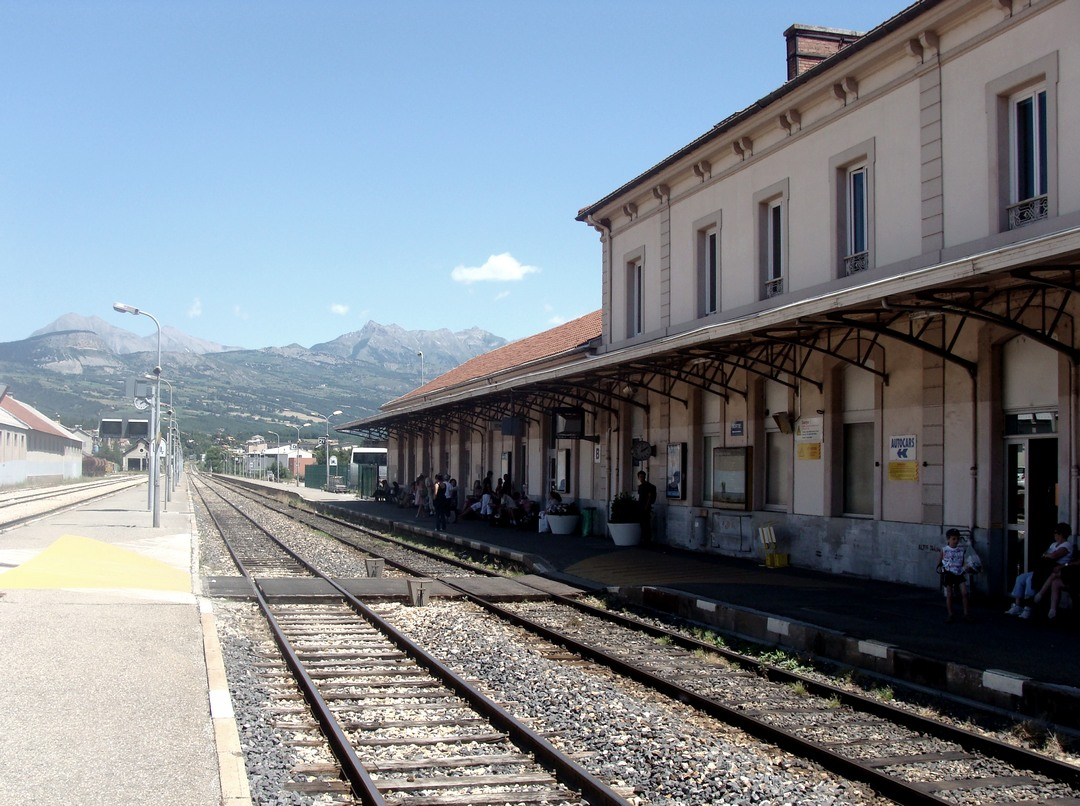
Voyageurs sur le quai 1.
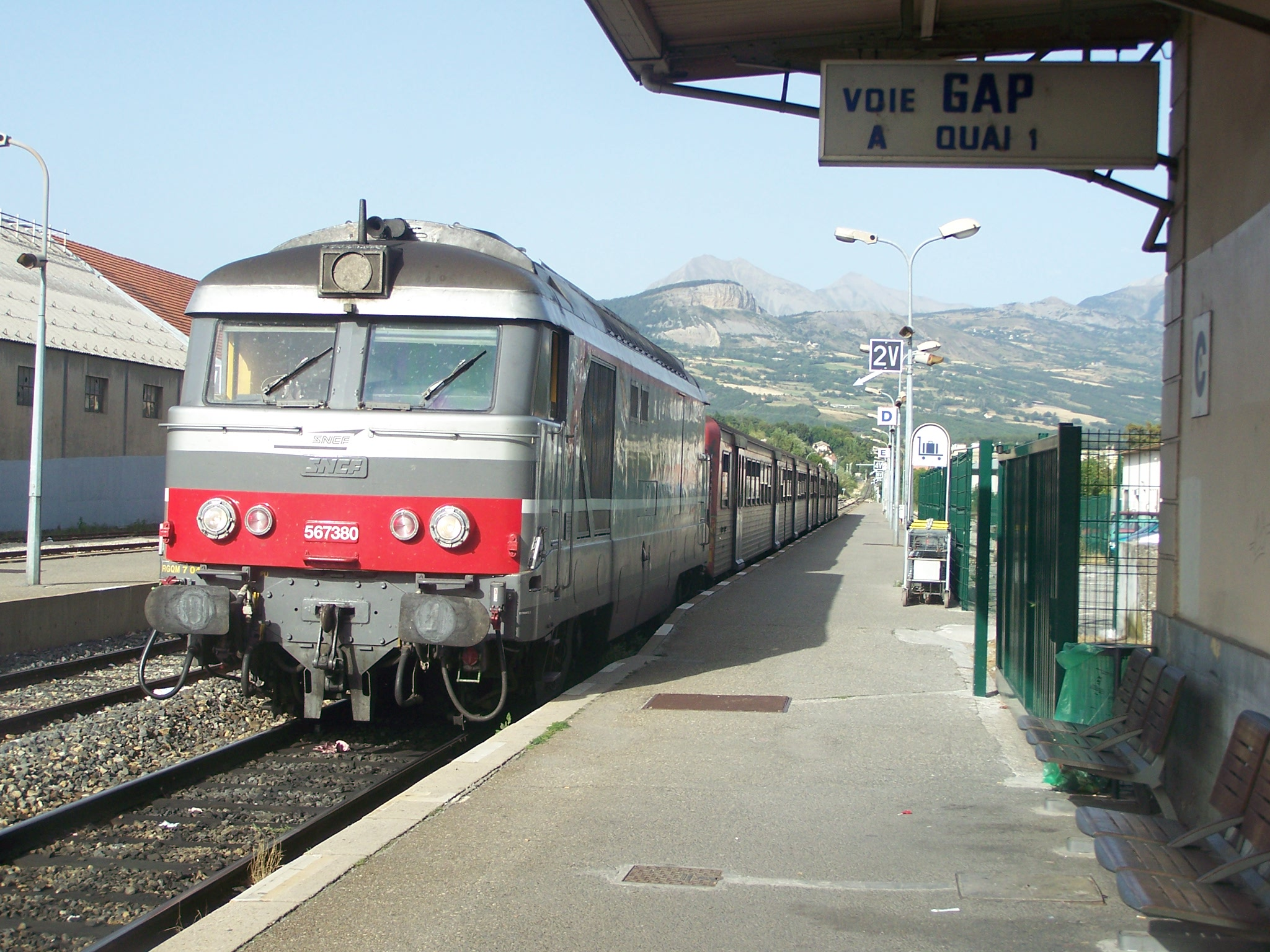
TER Briançon - Grenoble.
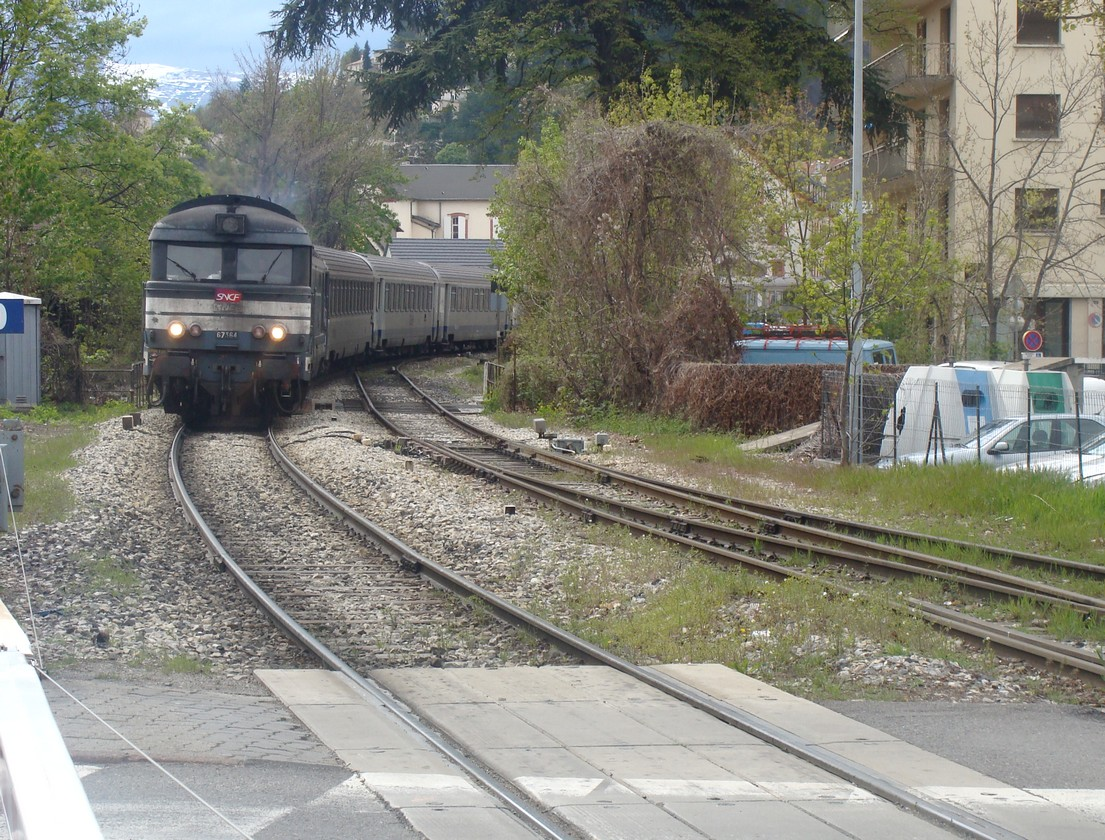
Rame Lyon - Briançon.
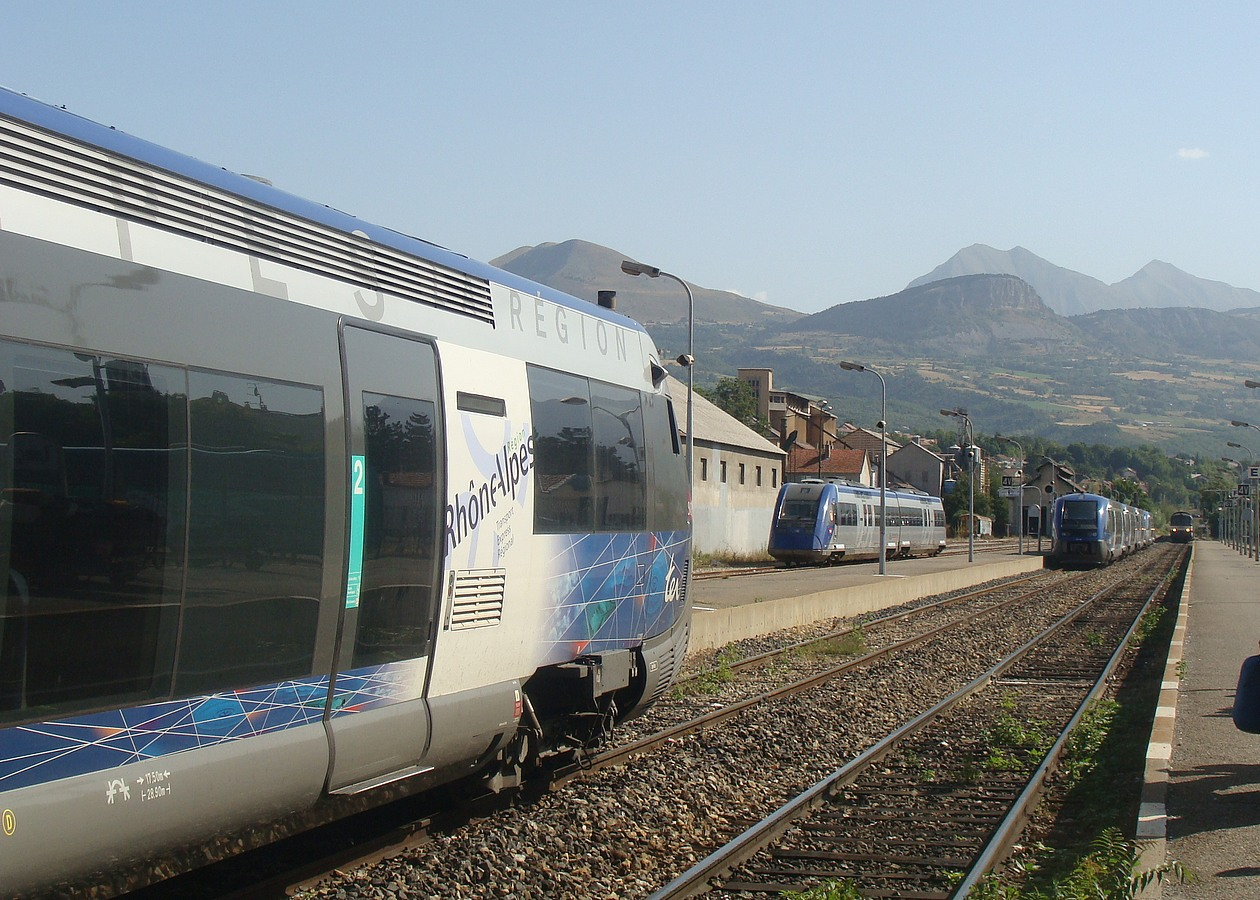
Automotrices en attente.